# Don McGahn
Donald F. McGahn II dit Don McGahn, né le 16 juin 1968 à Atlantic City, est un juriste américain. 
Il a été conseiller de la campagne électorale de Donald Trump, puis le conseiller juridique de la Maison-Blanche entre le 20 janvier 2017 et le 17 octobre 2018, avec comme résultat notable la nomination de 2 juges à la Cour suprême des États-Unis.
Précédemment il avait travaillé pour la Commission électorale fédérale pendant 5 ans.